# Shatuo-Talsperre
Die Shatuo-Talsperre (chinesisch 沙沱水电站, Pinyin Shātuó Shuĭdiànzhàn) ist eine Talsperre am Wu Jiang in der autonomen Region Yanhe der chinesischen Provinz Guizhou.

## Bauwerk
Der erste Spatenstich für das Bauwerk fand am 28. Juni 2006 statt und die Aushubarbeiten begannen kurz darauf. 2008, nachdem der Fluss abgesperrt worden war, brach ein Teil der Staumauer wegen der karstigen Gründung zusammen und musste rekonstruiert werden. Am 19. April 2009 wurde der Fluss aufgestaut und der Stausee begann sich zu füllen. Eine Schleuse ist geplant; ihre Fertigstellung wird 2020 erwartet.
Das Wasserkraftwerk ging 2010 in Betrieb. Es soll jährlich im Durchschnitt 4,55 Milliarden kWh liefern.